# Корпоратизм
Корпорати́зм (від лат. corpus «тіло») — колективістська політична ідеологія, яка виступає за організацію суспільства за допомогою соціальних груп, створених на основі певних спільних інтересів.

## Державний корпоратизм

### Механізми
У контексті досліджень авторитаризму і сучасної автократії поняття корпоратизм використовується для позначення процесу використання офіційно дозволених та підконтрольних владі громадських організацій для обмеження участі народу в політичному процесі і придушення впливу на владу громадянського суспільства. Перелік таких організацій може включати об'єднання підприємців, профспілки, релігійні громади, правозахисні організації тощо. Як правило, держава встановлює жорсткі умови на видачу ліцензій цим організаціям, що зменшує їх кількість, дозволяє державі контролювати їх діяльність і стимулює нагляд організацій над своїми членами.

### Прогресивний корпоративізм
Починаючи з 1850-х років прогресивний корпоративізм розвивався як відповідь на класичний лібералізм і марксизм. Ці корпоративи підтримували надання групових прав членам середнього класу та робітничого класу з метою забезпечення співпраці між класами. Це суперечило марксистській концепції класового конфлікту. До 1870-х і 1880-х років корпоративізм пережив відродження в Європі зі створенням профспілок робітників, які були йшли на перемовини з роботодавцями. У роботі Gemeinschaft und Gesellschaft («Спільнота і суспільство») 1887 року Фердинанд Тенніс розпочав велике відродження корпоративної філософії, пов'язане з розвитком нео-середньовіччя, посиленням пропаганди цехового соціалізму та спричиненням серйозних змін у теоретичній соціології.
Тьонніс стверджує, що органічні спільноти, засновані на кланах, комунах, сім'ях і професійних групах, порушуються механічним суспільством економічних класів, нав'язаним капіталізмом. Нацисти використовували теорію Тенніса для просування свого поняття Volksgemeinschaft («народної спільноти»). Проте Тьонніс виступав проти нацизму та приєднався до Соціал-демократичної партії Німеччини в 1932 році, щоб протистояти нацизму в Німеччині, і був позбавлений почесної професорської посади Адольфом Гітлером у 1933 році.

### Фашистський корпоративізм
Всі фашистівські рухи ставили собі за мету створення централізованої держави з контролем корпорацій (профспілок) над промисловим виробництвом через участь їх делегатів у виборчих радах.

### Путінська Росія
Термін «корпоративна держава» іноді застосовується як характеристика Росії часів президента Путіна, як в позитивному, так і в негативному сенсі.